# ベルンハルト・フォン・ビューロー
ベルンハルト・ハインリヒ・カール・マルティン・フォン・ビューロー侯爵（ドイツ語: Bernhard Heinrich Karl Martin von Bülow, 1849年5月3日 - 1929年10月28日）は、プロイセン及びドイツの貴族、外交官、政治家。1900年から1909年までドイツ皇帝ヴィルヘルム2世の下、帝国宰相を務めた。爵位は侯爵。

## 生い立ちと家系
ホルシュタイン、クライン＝フロットベック（現在はハンブルクの一部）に生まれる。大叔父のハインリヒ・フォン・ビューローはプロイセン王国の外交官で、1827年から1840年まで駐英公使を務めた。夫人はヴィルヘルム・フォン・フンボルトの娘である。ビューローの父ベルンハルト・エルンスト・フォン・ビューローもデンマークおよびドイツ諸国の宮廷に仕え、ビスマルク内閣の帝国外務長官を務めた。また、弟に軍人となり少将まで累進したカール・ウルリヒ・フォン・ビューローがいる。カール・ウルリヒは1914年の第一次世界大戦では、騎兵を指揮してリエージュの戦いに参加した。ビューローが英語とフランス語を理解できたのは、幼い頃に家庭教師に習ったためだという。父親はフランス語、母親は英語を話したが、ハンブルクでは珍しいことではなかった。1856年、父エルンストはプロイセン代表としてオットー・フォン・ビスマルクが出席していたフランクフルトの連邦議会に、ホルスタインとラウエンブルクの代表として派遣された。この時ビューローはビスマルクの息子ヘルベルトと一緒に遊んだことがきっかけで、大の仲良しになった。13歳のとき、父親がメクレンブルク＝シュヴェリーン大公国の首席公使となったため、一家はノイシュトレーリッツに移り、ベルンハルトはフランクフルトのギムナジウムを経て、ローザンヌ大学、ライプツィヒ大学、ベルリン大学に入学した。
普仏戦争に志願し、ユサール連隊の伍長となる。後に彼は1870年12月のアミアン近郊で戦闘に参加した際サーベルでフランスの狙撃兵に突撃し、殺害したことを語っている。その後中尉に昇進し、戦後も軍に残らないかと誘われたが辞退した。1872年、グライフスヴァルトで法学を修めた。その後、プロイセン市民局を経て、外交官になった。

## 外交官
普仏戦争後に官界に入り、外務省に入省する。1876年、駐在フランス大使館勤務となりパリに赴任する。1878年のベルリン会議では書記官として出席する。1880年、二等書記官に昇進する。1884年、ロンドンへの赴任を希望していたが、ロシア大使館一等書記官としてサンクトペテルブルクに赴任した。赴任の途中、ビスマルク一家のいるバルチノに2～3日滞在している。ビスマルクは、イギリスよりもロシアとの関係を重視していたためビューローをロシア大使に赴任させたという。代理公使待遇となったが、1887年に将来的にドイツ人と武力対立を引き起こすことを懸念して、ドイツ帝国領内からのポーランド人追放を提唱している。1888年にルーマニア公使、1893年にイタリア公使を経て、1897年にアドルフ・フォン・ビーベルシュタインの引退をうけてホーエンローエ・シリングスフュルスト内閣の外相に就任する。
外相としてのビューローは、とりわけ皇帝ヴィルヘルム2世の意志を酌み、いわゆる「世界政策」としての植民地拡大政策で大きな役割を果たした。1899年、カロリン諸島の領有に成功した際は、その功績により伯爵に叙せられた。

## 帝国宰相
1897年6月21日、ビューローはヴィルヘルム2世と話すためにキールへ行くよう指示する電報を受け取った。途中、列車を乗り換える際にフランクフルトに立ち寄り、フィリップ・ツー・オイレンブルクと話をした。オイレンブルクは、ヴィルヘルム2世が新しい外務大臣を望んでいることを説明し、かつて自分の父親が務めていたこのポストに就くようビューローに促した。また彼は、賞賛に生き、反論を許さないヴィルヘルム2世をどう扱うべきかというアドバイスも伝えた。ベルリンでビューローは、まずドイツ外務省政治局長のフリードリヒ・アウグスト・フォン・ホルシュタインに相談した。ホルシュタインは、現長官であるアドルフ・マルシャル・フォン・ビーバーシュタインにはこのままのポジションに居てもらいたかったが、皇帝は彼を交代させる決心をしており、後継者にビューローを希望していると進言した。老齢のため引退を切望していたクロートヴィヒ・ツー・ホーエンローエ＝シリングスフュルスト宰相は、自分の後を継いで宰相になることを視野に入れ、ビューローにその地位を得るように促した。ビューローは、ホーエンローエにできる限り任期を続けるよう促した。
6月26日、ビューローは皇帝と会談し、戦争を引き起こすことなくイギリスを相手にできる世界的な艦隊の構築に着手することが新長官の主要な任務のひとつであると進言した。ビューローはこの申し出を検討したが、8月3日、これを受諾した。2人は良好な協力関係を築いた。ビューローは、前任者たちのように皇帝ヴィルヘルム2世に反対するのではなく、時に、皇帝の記憶力の悪さと頻繁な意見の変化を内心頼りに、皇帝の指示を無視して自分が最善と考える行動をとり、あらゆる事柄について彼に同意していた。国務長官のポストは帝国宰相の下位にあり、ビスマルクの宰相時代には名目上の役職でしかなかった。ビューローのもとではそれが大きく覆され、ホーエンローエはビューローに主席顧問のホルシュタインとともに外交問題を管理させることにした。ヴィルヘル2世は毎朝ビューローのもとを訪ね、国政について話し合ったが、それ以外宰相と顔を合わせることはほとんどなかった。

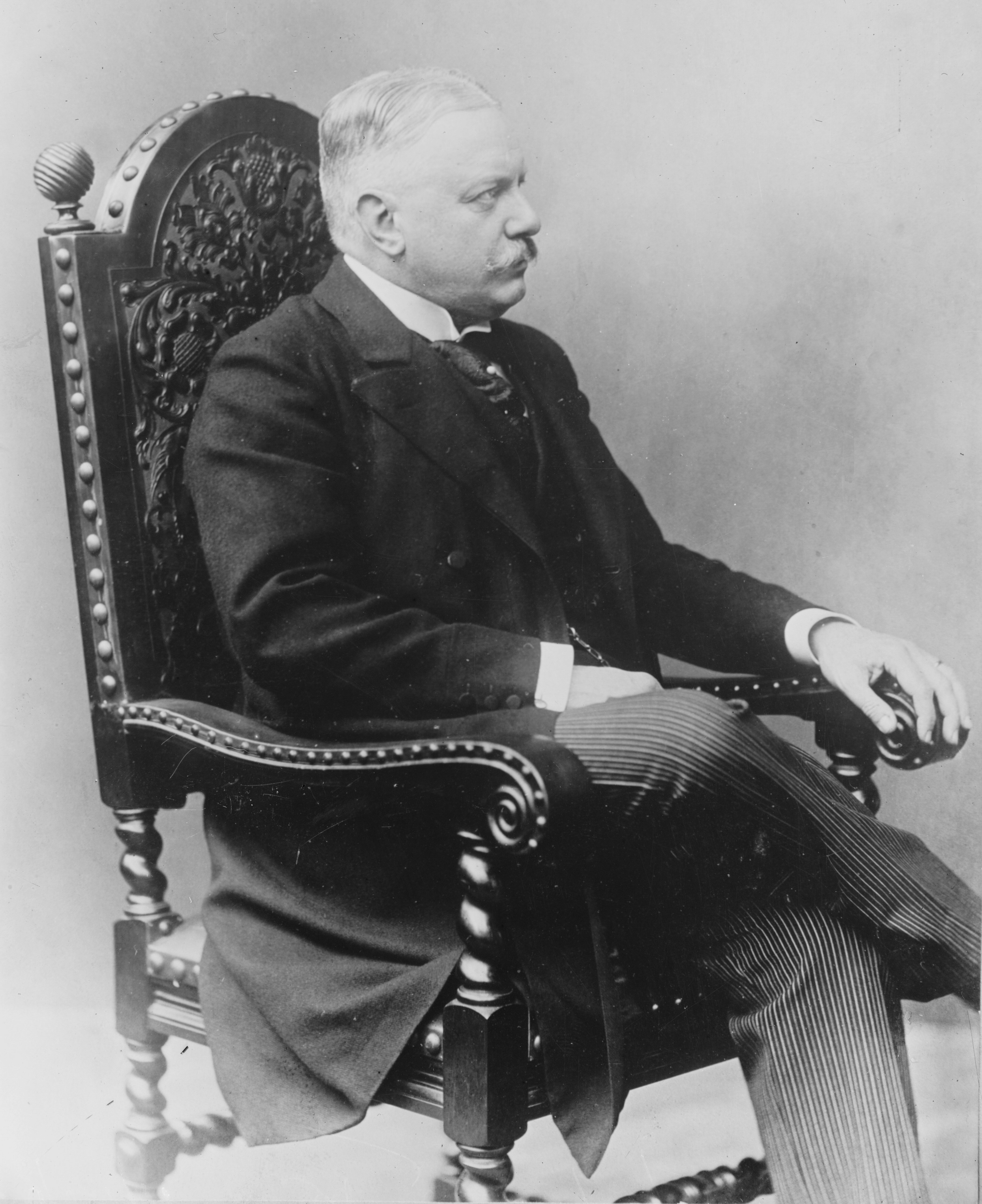
ベルハルト・フォン・ビューロー

1900年10月16日、ホーエンローエ・シリングスフュルスト侯爵の引退に伴い、後任の帝国宰相に任命される。宰相としての最初の業績は、外交の大家たる堂々とした駆け引きで帝国議会を抑えつつ、清への帝国主義的侵略を推進したことである。ビューローはしばしば、帝国議会で政府の外交政策を擁護することに時間を費やした。これは、ヴィルヘルム2世の多くの失敗を隠すためでもあった。
1902年に農工業保護政策として関税改革を実施し、ドイツに対する農産物輸出を産業とするロシア帝国、ルーマニア、オーストリア・ハンガリー帝国との通商交渉を展開した。
1905年6月6日、ヴィルヘルム皇太子の成婚を記念して侯爵に陞爵した。
1906年4月5日、帝国議会に出席中、過労とインフルエンザのため倒れる。1ヶ月後、公務に復帰するが、この頃同性愛の疑いを掛けられるなど、スキャンダルに見舞われる。この事件はさほど、政権にとって打撃にならなかった。しかし、ヴィルヘルム2世は1908年10月に行ったイギリスの新聞「デイリー・テレグラフ」とのインタビューでドイツの内政と外交について語ったが、その侵略政策的な内容によって内外から激しく批判された（デイリー・テレグラフ事件）。
ビューローは責任をとって辞任を表明するが、その実、内外の批判を利用して皇帝の行政権を制限することに成功した。ビューローは、世界政策と海軍拡張政策はそのまま推進したため、財源を確保するため議会に新税導入を盛り込んだ予算案を提案したが、議会によって否決される。1909年7月14日、辞任が承認され、後任にはテオバルト・フォン・ベートマン・ホルヴェークが就任した。

## 晩年
1914年、イタリア駐在大使となる。しかし、イタリアとの同盟あるいは中立化に失敗した。ビューローは自分の任務を不可能なことであると思っていたきらいがある。帝国議会の多くの議員たちは、ベートマン・ホルヴェーク宰相の解任と、ビューローの再登板を望んでいたが、ビューローはこれを固辞している。1929年10月28日、死去。80歳。